# Мортен Торсбю
Мо́ртен То́рсбю (норв. Morten Thorsby, нар. 5 травня 1996, Осло, Норвегія) — норвезький футболіст, центральний півзахисник німецького «Уніона» (Берлін) та національної збірної Норвегії.
На правах оренди грає за італїйський «Дженоа».

## Ігрова кар'єра

### Клубна
Починав грати у футбол у молодіжній команді «Гемінг». Після чого проходив навчання в академіях клубів «Люн» та «Стабек». У 2013 році Торсбі став гравцем основи «Стабека». В тому сезоні разом з командою футболіст виборов право на підвищення до Елітсерії. І вже в квітні 2014 року Торсбі дебютував у вищому дивізіоні Норвегії.
Влітку того року півзахисник підписав п'ятирічний контракт з клубом нідерландської Ередивізі «Геренвеном».
В січні 2019 року Торсбі підписав попередню угоду з італійською «Сампдорією» і приєднався до стану генуезького клубу у липні того року. Контракт був розрахований до 2023 року.
Утім влітку 2022 року гравець змінив команду, ставши гравцем німецького «Уніона» (Берлін). Провів у цій команді один сезон.
1 серпня 2023 року був орендований італійським «Дженоа», за умовами угоди італійський клуб має викупити контракт норвежця в разі збереження місця в Серії A.

### Збірна
Мортен Торсбю з 2012 року захищав кольори юнацьких та молодіжної збірних Норвегії. З 2017 року футболіст є гравцем національної збірної Норвегії.

## Особисте життя
13 березня 2020 року Мортен Торсбю отримав позитивний результат теста на COVID-19.

## Статистика виступів

### Статистика клубних виступів
Станом на 31 серпня 2023
| Сезон                 | Клуб                  | Чемпіонат             | Чемпіонат | Чемпіонат | Національний кубок | Національний кубок | Національний кубок | Континентальні кубки | Континентальні кубки | Континентальні кубки | Суперкубки | Суперкубки | Суперкубки | Усього | Усього |
| Сезон                 | Клуб                  | Ліга                  | Ігор      | Голів     | Ліга               | Ігор               | Голів              | Ліга                 | Ігор                 | Голів                | Ліга       | Ігор       | Голів      | Ігор   | Голів  |
| --------------------- | --------------------- | --------------------- | --------- | --------- | ------------------ | ------------------ | ------------------ | -------------------- | -------------------- | -------------------- | ---------- | ---------- | ---------- | ------ | ------ |
| 2013                  | «Стабек»              | 1Д                    | 4         | 0         | КН                 | 0                  | 0                  | -                    | -                    | -                    | -          | -          | -          | 4      | 0      |
| січ.-лип. 2014        | «Стабек»              | ТЛ                    | 10        | 1         | КН                 | 3                  | 1                  | -                    | -                    | -                    | -          | -          | -          | 13     | 2      |
| Усього за Stabæk      | Усього за Stabæk      | Усього за Stabæk      | 14        | 1         |                    | 3                  | 1                  |                      | -                    | -                    |            | -          | -          | 17     | 2      |
| 2014–15               | «Геренвен»            | ЕД                    | 16+1      | 0         | КН                 | 1                  | 1                  | -                    | -                    | -                    | -          | -          | -          | 18     | 1      |
| 2015–16               | «Геренвен»            | ЕД                    | 25        | 1         | КН                 | 2                  | 0                  | -                    | -                    | -                    | -          | -          | -          | 27     | 1      |
| 2016–17               | «Геренвен»            | ЕД                    | 23+2      | 0         | КН                 | 3                  | 0                  | -                    | -                    | -                    | -          | -          | -          | 28     | 0      |
| 2017–18               | «Геренвен»            | ЕД                    | 31+2      | 6         | КН                 | 2                  | 0                  | -                    | -                    | -                    | -          | -          | -          | 35     | 6      |
| 2018–19               | «Геренвен»            | ЕД                    | 20        | 5         | КН                 | 2                  | 0                  | -                    | -                    | -                    | -          | -          | -          | 22     | 5      |
| Усього за «Геренвен»  | Усього за «Геренвен»  | Усього за «Геренвен»  | 115+5     | 12        |                    | 10                 | 1                  |                      | -                    | -                    |            | -          | -          | 130    | 13     |
| 2019–20               | «Сампдорія»           | A                     | 24        | 1         | КІ                 | 1                  | 0                  | -                    | -                    | -                    | -          | -          | -          | 25     | 1      |
| 2020–21               | «Сампдорія»           | A                     | 33        | 3         | КІ                 | 2                  | 0                  | -                    | -                    | -                    | -          | -          | -          | 35     | 3      |
| 2021–22               | «Сампдорія»           | A                     | 35        | 3         | КІ                 | 3                  | 1                  | -                    | -                    | -                    | -          | -          | -          | 38     | 4      |
| Усього за «Сампдорію» | Усього за «Сампдорію» | Усього за «Сампдорію» | 92        | 7         |                    | 6                  | 1                  |                      | -                    | -                    |            | -          | -          | 98     | 8      |
| 2022–23               | «Уніон» (Берлін)      | БЛ                    | 24        | 1         | КН                 | 2                  | 0                  | ЛЄ                   | 8                    | 0                    | -          | -          | -          | 34     | 1      |
| 2023–24               | «Дженоа»              | A                     | 3         | 0         | КІ                 | 1                  | 0                  | -                    | -                    | -                    | -          | -          | -          | 4      | 0      |
| Усього за кар'єру     | Усього за кар'єру     | Усього за кар'єру     | 248+5     | 21        |                    | 20                 | 3                  |                      | 8                    | 0                    |            | -          | -          | 281    | 24     |

### Статистика виступів за збірну
Станом на 31 серпня 2023
| Дата       | Місто     | Господарі          | Результат  | Гості      | Турнір                               | Голи | Примітки |
| ---------- | --------- | ------------------ | ---------- | ---------- | ------------------------------------ | ---- | -------- |
| 11-11-2017 | Скоп'є    | Північна Македонія | 2 – 0      | Норвегія   | товариський матч                     | -    | 69'      |
| 4-9-2020   | Осло      | Норвегія           | 1 – 2      | Австрія    | Ліга націй УЄФА 2020-2021 - 1-й етап | -    | 60'      |
| 8-10-2020  | Осло      | Норвегія           | 1 – 2 д.ч. | Сербія     | Відбір до ЧЄ 2020                    | -    | 116'     |
| 27-3-2021  | Малага    | Норвегія           | 0 – 3      | Туреччина  | Відбір до ЧС 2022                    | -    | 83'      |
| 30-3-2021  | Подгориця | Чорногорія         | 0 – 1      | Норвегія   | Відбір до ЧС 2022                    | -    |          |
| 2-6-2021   | Малага    | Норвегія           | 1 – 0      | Люксембург | товариський матч                     | -    | 59' 65'  |
| 6-6-2021   | Малага    | Норвегія           | 1 – 2      | Греція     | товариський матч                     | -    | 46'      |
| 1-9-2021   | Осло      | Норвегія           | 1 – 1      | Нідерланди | Відбір до ЧС 2022                    | -    | 43'      |
| 4-9-2021   | Рига      | Латвія             | 0 – 2      | Норвегія   | Відбір до ЧС 2022                    | -    |          |
| 8-10-2021  | Стамбул   | Туреччина          | 1 – 1      | Норвегія   | Відбір до ЧС 2022                    | -    | 65'      |
| 13-11-2021 | Осло      | Норвегія           | 0 – 0      | Латвія     | Відбір до ЧС 2022                    | -    | 22' 46'  |
| 16-11-2021 | Роттердам | Нідерланди         | 2 – 0      | Норвегія   | Відбір до ЧС 2022                    | -    | 39' 46'  |
| 2-6-2022   | Белград   | Сербія             | 0 – 1      | Норвегія   | Ліга націй УЄФА 2022-2023 - 1-й етап | -    | 67'      |
| 5-6-2022   | Стокгольм | Швеція             | 1 – 2      | Норвегія   | Ліга націй УЄФА 2022-2023 - 1-й етап | -    | 61'      |
| 12-6-2022  | Осло      | Норвегія           | 3 – 2      | Швеція     | Ліга націй УЄФА 2022-2023 - 1-й етап | -    | 66'      |
| 24-9-2022  | Любляна   | Словенія           | 2 – 1      | Норвегія   | Ліга націй УЄФА 2022-2023 - 1-й етап | -    | 61' 72'  |
| 17-11-2022 | Дублін    | Ірландія           | 1 – 2      | Норвегія   | товариський матч                     | -    | 74'      |
| Усього     |           | Матчів             | 17         |            | Голів                                | 0    |          |